# 더 엑스 팩터 (영국의 텔레비전 프로그램)
《더 엑스 팩터》(영어: The X Factor)는 영국 ITV에서 2004년 9월부터 방송중인 리얼리티 음악 오디션 프로그램이다. 영국에서 인기가 매우 높고, 파이널에서는 2,000만명이 시청해 시청률이 60%를 넘은 적도 있었다. 배출한 아티스트로는 리오나 루이스, 원 디렉션, 리틀 믹스 등이다.

## 출신 가수
- 리오나 루이스 : 시즌3 우승
- 레이 퀸 : 시즌3 준우승
- 올리 머스 : 시즌6 준우승
- 원 디렉션 : 시즌7 3위
- 리틀 믹스 : 시즌8 우승
- 4th Impact : 시즌12 5위
- 맷 테리 : 시즌13 우승
- 사라 알토 : 시즌13 준우승